# 丰乐街道 (重庆市)
丰乐街道，是中华人民共和国重庆市开州区下辖的一个乡镇级行政单位。

## 行政区划
丰乐街道下辖以下地区：
迎华社区、华联社区、乌杨村、黄陵村、迎仙村、光芒村和滴水村。